# Dyre Vaa
Dyre Vaa (ur. 19 stycznia 1903 w Kviteseid, zm. 11 maja 1980 w Vinje) – norweski rzeźbiarz oraz malarz. Był młodszym bratem poetki Aslaug Vaa. 
W latach 1922–1923 studiował w Narodowej Akademii Sztuk Pięknych, a następnie wyjeżdżał na wyjazdy studyjne do Włoch, Francji, Grecji i Hiszpanii. W 1969 został kawalerem I klasy Orderu św. Olafa.